# Pleurocrypta strigosa
Pleurocrypta strigosa är en kräftdjursart som beskrevs av CodreanuCodreanu och Pike 1968. Pleurocrypta strigosa ingår i släktet Pleurocrypta och familjen Bopyridae. Inga underarter finns listade i Catalogue of Life.